# Sungská správa

Čína před rokem 1125:
říše Sung; vyznačena jsou sídla fiskálních oblastí lu
říše Liao
říše Si Sia

Sungská správa byla organizována na základě zkušeností z fungování administrativy předcházejících čínských států, zejména říše Tchang a správních postupů zavedených v období pěti dynastií a deseti říší (907–960). Časem se vládní systém měnil a přizpůsoboval okolnostem. Úřady říše Sung (960–1279) byly v souladu s čínskou tradicí rozděleny na tři větve – civilní, vojenskou a kontrolní, přičemž samostatné postavení měl císařský palác s jeho eunuchy.
V čele centrálních civilních úřadů stál císařský sekretariát, vojenské záležitosti řídil vojenský výbor. Podle dvou nejvyšších úřadů er-fu, císařského sekretariátu a vojenského výboru, je sungský systém nazýván sung-čchao er-fu č’. Samostatné postavení měl kontrolní úřad a finanční vládní výbor. Finanční výbor zanikl v 80. letech 11. století, kdy se struktura civilní správy změnila podle tchangského modelu tří kanceláří a šesti ministerstev.
Říše byla rozdělena na fiskální oblasti, které se skládaly z krajů, speciálních krajů, prefektur a výrobních prefektur. Nejnižší úrovní státní správy byly okresy, kterých bylo v sungské Číně přes dvanáct set.
Civilní administrativa byla obsazována konfuciánsky vzdělanými úředníky, jejichž vzdělání bylo ověřováno v několikastupňovém procesu úřednických zkoušek. Třebaže už v říši Tchang byla část úřednických míst obsazována absolventy zkoušek z konfuciánských klasiků, až v říši Sung získaly zkoušky větší význam jak pro obsazování míst ve státním aparátu, tak jako motivace pro místní elity ke studiu konfucianismu, kterému se nakonec věnovalo mnohonásobně více zájemců než mohlo uspět ve zkouškách a získat úřední pozici. Tato vrstva učených pozemkových vlastníků – džentry – postupně na místní úrovni zaujala roli organizátora společnosti a zprostředkovatele mezi obyvatelstvem a úřady.

## Dva systémy

Císař Tchaj-cu (vládl 960–976), zakladatel říše Sung. Neznámý autor kolem roku 1000, dnes v Národním palácovém muzeu v Tchaj-peji

Říše Sung po předešlém období pěti dynastií a deseti říší zdědila komplikovanou dvojí strukturu úřadů. Na jedné straně přetrvával klasický tchangský systém tří kanceláří (san-šeng), šesti ministerstev (liou-pu, 六部), devíti dvorských ministerstev (ťiou-s’, 九寺) a pěti ředitelství (wu-ťien, 五監), který pokrýval celou civilní správu. Nicméně od 8. století mnohé z tchangských institucí postupně ztrácely svou moc ve prospěch nových agentur a ad hoc zřízených (k řešení momentálních potřeb) organizací zodpovědných za bezpečnost, finance a regionální správu jako byl vojenský výbor, finanční výbor a nové regionální úřady. Postupně většina tchangských úřadů ztratila své funkce a reálný význam; posty v nich se změnily v pouhý titul, který určoval plat a hodnost, kdežto odpovědnost a autorita úředníka plynula z dočasného pověření v nově zřízených agenturách a výborech.
Při organizaci úřadů sungští císařové dbali zejména na to, aby žádný hodnostář nesoustředil ve svých rukou příliš moci. Zatímco tchangský model dával silný vliv císařským rádcům a ministrům, systém ad hoc agentur přímo podřízených císaři posiloval osobní moc vládce. Omezení moci nejbližších císařových rádců symbolicky vyjadřovala forma jejich diskuzí s panovníkem. Zatímco tchangští „první ministři“ debatovali s vládcem sedíce u šálku čaje, sungští v přijímací síni stáli. Neméně významná byla změna ve způsobu přijímání císařských výnosů a dekretů. V tchangské době byl výnos sepsán v sekretariátu (čung-šu šeng) a pečlivě posouzen, než byl nakonec předán císaři k podpisu, přičemž výnosy iniciovali první ministři. V počátcích sungské říše se procedura změnila. První ministr předložil císaři návrh výnosu s alternativními způsoby řešení problému, císař vybral řešení a poté byl výnos sepsán.
Dočasná pověření jinými úkoly existovala už za Tchangů, ale za prvních sungských císařů se rozšířila na všechny významné úřady. Prakticky fungoval systém dvojích úřadů a dvojích jmenování. Funkce ve starých tchangských úřadech přinášela úřední hodnost a plat, důvěryhodní úředníci navíc obdrželi jmenování do skutečně funkčních úřadů, agentur a komisí nebo do regionální správy (fiskálních oblastí, prefektur, krajů a okresů), z nichž vládli říši. Každý aktivní úředník tak zpravidla měl dvě (či více) jmenování – titulární zařazení ve formální struktuře a pověření v reálně fungujících institucích. V případě, kdy nositel formálního úřadu skutečně vykonával činnost tohoto úřadu, nesl jeho titul prefix úřadující (čchuan), řídící (kou-tang), dozírající (pchan) apod.
Formální úřady sungští císařové využili ke konsolidaci své vlády, jejich existence umožňovala zachování formálního postavení a příjmů funkcionářům zděděným po dynastii Pozdní Čou a po režimech jižní Číny, podrobených v letech 963–978. Druhá skupina institucí sloužila jako nástroj k řízení země podle potřeb sungské vlády. Oddělením vrcholných vojenských a civilních úřadů první sungský císař dosáhl nevměšování vojáků do civilní správy a naopak. Stal se jediným spojovacím článkem mezi civilisty a vojáky a mezi veliteli polních armád a vojenskou administrativou. Navíc omezením vlivu vojáků, v období pěti dynastií často jmenovaných i na čistě civilní posty, se posunul způsob výkonu moci od leckdy násilného prosazování vůle hodnostářů k civilním byrokratickým postupům.
V důsledku rozdělení správy v několik vzájemně oddělených větví bez prvního ministra se jediným koordinačním a spojujícím článkem administrativy stal císař. Panovníci se snažili udržet tuto pozici a zabránit nezávislým domluvám svých poradců. Proto dokonce zrušili všeobecné audience, a nahradili je samostatnými audiencemi vojáků z vojenského výboru a civilistů z císařského sekretariátu. Navíc od druhé poloviny sungského období měli vysocí úředníci zakázáno přijímat hosty, kromě svátků, a měli zakázány neúřední kontakty mezi sebou.
Systém dvojích úřadů měl bezprostřední i dlouhodobé důsledky. Na jedné straně bylo užitečné oddělit formální hierarchii (která hrála roli hodností) úředníků od fakticky vykonávaných funkcí, závisejících na schopnostech dotyčného a potřebách vlády; na druhé straně dosti vzrostl počet hodnostářů s formálními tituly ve zbytečných úřadech, ale s reálnými platy. Bezprostředně systém umožnil odstavit od reálné moci úředníky předešlé dynastie Pozdní Čou i nemalý počet vojáků v civilních úřadech, se zachováním jejich titulů a příjmů. Dlouhodobě umožňoval zachovat titul a příjmy odstaveným vysokým úředníkům a císařovým příbuzným. Významné bylo i posílení císařské moci, systém dočasných pověření byl pružnější a bylo možno nízko postavené schopné úředníky pověřit správou významných úřadů, přemisťovat úředníky z centra do regionů, a na rozdíl od oficiálního tříletého funkčního období bylo dočasné pověření časově neurčitější, podle potřeby kratší i delší.

## Centrální úřady vobdobí Severní Sung (po roce 960)

### Civilní úřady
V čele říše stál císař, jeho nejbližšími pomocníky a tedy nejvýše postavenými úředníky říše byli členové císařské rady – císařští rádci caj-č’ (宰執) stojící v čele sekretariátu („kancléři“), jejich zástupci, jakož i pověřenci jmenovaní do čela vojenského výboru a jejich zástupci.
Nejvyšším civilním úřadem byl císařský sekretariát čung-šu men-sia (中書門下) v čele s jedním až třemi císařskými rádci (宰相, caj-siang). Zástupci hlavy sekretariátu se nazývali cchan-č’ čeng-š’ (參知政事), zkráceně č’-čeng; jejich počet také kolísal mezi jedním a třemi. Císařský sekretariát vznikl splynutím kanceláří čung-šu šeng a men-sia šeng původně (v tchangské době) samostatných, byť úzce spolupracujících. Oddělení (fang, 房) sekretariátu duplikovala a nahrazovala vesměs již jen formálně existující ministerstva podléhající kanceláři šang-šu.
Hospodářské záležitosti řídil finanční vládní výbor san-s’ (三司, doslova „tři odbory“), který vedl ředitel san-s’-š’ (三司使) a jeho zástupce fu-š’ (副使). Výbor san-s’ byl na císařském sekretariátu nezávislý, nicméně nejmocnější caj-siangové si dokázali neformálně podřídit jak finanční, tak i vojenský výbor. Výbor se skládal ze tří odborů:
- odboru soli a rud jen-tchie-s’ (鹽鐵司) pro těžbu a zpracování soli, čaje a kovů, včetně výroby zbraní a jiného vojenského materiálu a též pro dohled nad vodními cestami a obchodem;[13][14]
- odboru financí tu-č’-s’ (度支司) pro správu státních příjmů a výdajů, peněžních i naturálních,[12] dělil se na osm sekcí,[15] podléhaly mu také námořní obchodní úřady š’-po tchi-ťü s’ (市舶提擧司) ustavené ve vybraných přístavech k výběru cla a odkupu zboží dováženého do země.[16]
- odboru daní chu-pu-s’ (戶部司) pro sčítání lidu a výběr daní.[12][17][pozn. 2]

Dále existovala řada níže postavených úřadů a agentur, zpravidla podřízených císařskému sekretariátu. K významnějším patřila akademie Chan-lin, věnující se literárnímu a historickému bádání a podílející se na formulaci vládních výnosů. Při shromažďování podkladů pro návrhy zákonů a mezinárodních smluv měli učenci akademie právo na informace ode všech úřadů. Fungovala i řada dalších akademií a ústavů kuan-ke (館閣), literární akademie Čao-wen-kuan (昭文館), akademie Š'-kuan (史館) určená ke studiu historie, akademie Ťi-sien-jüan (集賢院) a Ťi-lan-jüan (集覽院), císařský archív Pi-ke (秘閣), astronomický ústav Kuan-wen-tien (觀文殿), genealogický ústav Lung-tchu-ke (龙图阁). V rámci ředitelství Kuo-c’-ťien fungovala škola Kuo-c’-süe, Vysoké učení Tchaj-süe a Škola čtyř bran S’-men-kuan, přičemž první dvě školy prakticky splynuly.
Přijímáním stížností a peticí poddaných se zabývalo několik institucí. A sice Úřad petičních schránek (匦院, Kuej-jüan), později několikrát přejmenovaný,  a Úřad pro bubny (登聞鼓院, Teng-wen ku-jüan), který vznikl 1007 reorganizací staršího Odboru bubnů (鼓司, ku-s’). Roku 1029 k nim přibyl ještě Úřad pro zkoumání stížností (理檢院, li-ťien-jüan), zaniklý koncem 20. let 12. století a obnovený roku 1176. Trojice úřadů zvyšovala šanci na úspěch stížnosti, která, když neuspěla napoprvé, mohla být podána znovu v druhém a třetím úřadu.
Organizace zkoušek, dříve řízených ministerstvem obřadů, byla v kompetenci ad hoc jmenovaných úředníků. Jmenování a hodnocení úředníků přešlo z ministerstva státní správy k novým orgánům, jako byl Úřad osobního hodnocení Šen-kuan jüan (审官院), a většina právních otázek byla delegována z ministerstva trestů na Soudní kontrolní dvůr Šen-sing jüan (审刑院) založený císařem Tchaj-cungem.

### Kontrolní instituce
Kontrolní úřad jü-š’-tchaj (御史臺) zaujímal v rámci civilní i vojenské správy nezávislé postavení. V jeho čele stál tajemník jü-š’ čung-čcheng (御史中丞, místo vedoucího úřadu totiž nebylo obsazováno). Úřad se dělil na tři dvory: kontrolní tchaj-jüan (臺院) v čele s ředitelem š’-jü-š’ (侍御史), dvorský tien-jüan (殿院) v čele s ředitelem tien-čung š’-jü-š’ (殿中侍御史), a inspekční čcha-jüan (察院) v čele s vrchním inspektorem ťien-čcha jü-š’ (監察御史). Inspekční dvůr však na rozdíl od tchangské praxe nevysílal inspektory do regionů. Agendu tchagských regionálních inspektorů v sungské éře převzali komisaři fiskálních oblastí.
Roku 993 byl zřízen odbor dohledu feng-po-s’ (封馼司), úřad kontrolující oficiální dokumenty po formální stránce, někdy však dával i věcné připomínky. Ke kontrolní větvi státní správy patřil i remonstrační úřad ťien-jüan (諫院), zřízený roku 1017, v čele s pověřeným správcem č’ ťien-jüan š’ (知諫院事), který měl za úkol vyslovovat námitky a připomínky k návrhům zákonů a císařských výnosů. Získal na významu, když jeho zástupci začali být zváni k císařským audiencím, kde mohli prosazovat své názory.

### Velení armády

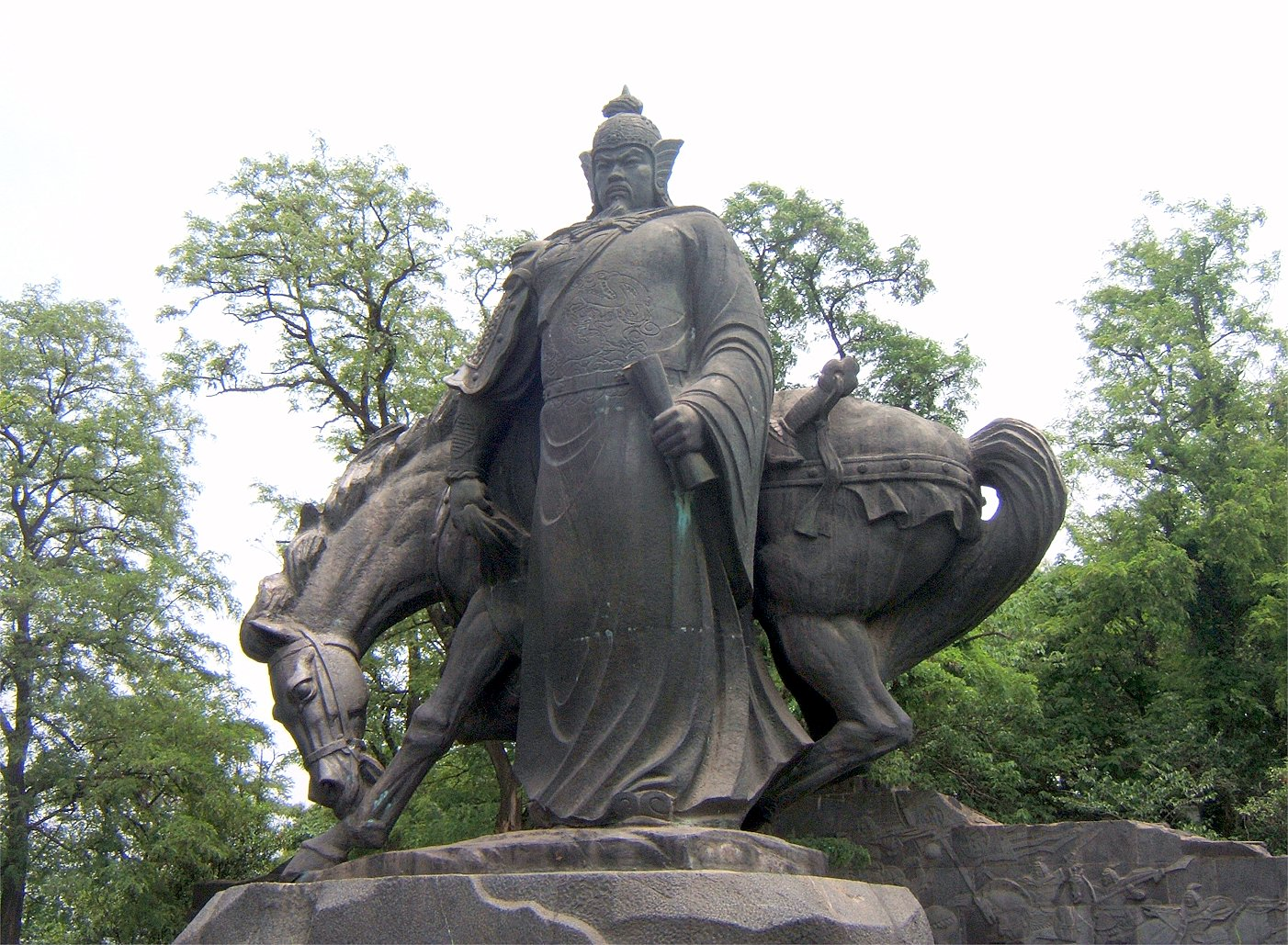
Socha generála Jüe Feje (1103–1142) v Parku Věže žlutého jeřába ve Wu-chanu

První sungský císař se na císařský trůn dostal z pozice vysokého vojenského velitele předešlé dynastie a při organizaci vrchního velení se především snažil zamezit přílišnému soustředění vojenské síly v jedněch rukou, aby předešel dalšímu převratu.
Nejvyšším orgánem starajícím se o vojenské záležitosti byl vojenský výbor šu-mi-jüan (樞密院) v jehož čele stál pověřený správce vojenského výboru č’ šu-mi-jüan š’ (知樞密院事), obvykle titulovaný caj-č’, císařský rádce, případně pověření spolusprávci tchung-č’ šu-mi jüan š’ (衕知樞密院事). Pomáhali jim jeden nebo dva zástupci (fu šu-mi š’, 副樞密使). Za prvního císaře sloužili ve vojenském výboru zasloužilí vojevůdci, postupně je nahradili civilisté, kteří měli v rukou také výběr generálů. Při návrzích na jmenování a povýšení ovšem u kandidátů více než kompetenci zvažovali loajalitu k císaři a politické postoje.
V období pěti dynastií existovalo propojení mezi vojenským výborem a císařským sekretariátem, kdy vedoucí výboru měli i titul caj-sianga a nad úředníky ze sekretariátu mocensky převážili, ovšem v říši Pozdní Čou se pravomoci vojenského výboru omezily na plánování a administraci vojenských akcí a do civilní správy se nadále nevměšoval. Za Sungů fungovaly vojenský výbor a sekretariát zcela samostatně a odděleně.
Běžná správa a výcvik vojenských jednotek v metropoli a jejím bezprostředním okolí byla dříve rozdělená mezi palácové velitelství tien-čchien š’-wej-s’ (殿前侍衛司) a metropolitní velitelství š’-wej čchin-ťün ma-pu-s’ (侍衛親軍馬步司); po založení říše Sung byly jednotky seskupeny do tří skupin (san-ja, 三衙 či san-wej, 三衛) podřízených palácovému velitelství, metropolitnímu velitelství jízdy a metropolitnímu velitelství pěchoty. V čele velitelství stáli tři generálové san-šuaj (三帥). Polním armádám nevelela výše uvedená trojice velitelství, ale ad hoc jmenovaní generálové podřízení vojenskému výboru.

### Úřady císařského paláce
Provoz císařského paláce, osobní potřeby císaře, jeho početných manželek a dětí zajišťovala samostatná skupina úřadů a institucí, obsazených jak civilními úředníky, tak eunuchy a ženami císařského paláce. Ve srovnání s pozdním tchangským obdobím vliv eunuchů v říši Sung výrazně klesl.
Chod paláce zajišťovala Palácová administrace (殿中省, Tien-čung šeng), v čele s ředitelem (殿中監, tien-čung ťien), častěji místo něho fungoval pověřenec „dozírající na záležitosti administrace“ (pchan šeng š’). Úřad byl smíšený civilně-eunušský. Zahrnoval řadu obslužných útvarů, šest nejvýznamnějších z nich byly oddělení pro potraviny, lékařské služby, odívání, ubytování, nábytek a víno. Řídil též sklad malých darů, císařský šatník, sklad zvláštních darů a císařskou lékárnu. Během sungského období byly funkce v Palácové administraci obvykle formální, protože faktický výkon správy paláce přešel do Dvora palácové obsluhy.
Dvůr palácové obsluhy (宣徽院, Süan-chuej jüan), rozdělený na severní a jižní dvůr, byl v sungské éře nejvlivnějším eunušským úřadem, nicméně soupeřícím s Palácovou domácí službou. Většina eunuchů byla soustředěna v Palácové eunušské službě (入內內侍省, Žu-nej nej-š’ šeng), původně nazývané Nej-čung kao-pchin pan-jüan, která byla roku 1160 včleněna do Palácové domácí služby.
Palácová domácí služba (內侍省, Nej-š’ šeng) v čele s ředitelem ťien byl civilní úřad starající se o obsluhu císaře a jeho žen. Po roce 1160, kdy k ní byla připojena Palácová eunušská služba, se změnila v převážně eunušskou organizaci, ve významu však i poté ustupovala Dvoru palácové obsluhy. Řídila císařskou lékárnu (společně s Palácovou administrací), dílny, astrology, kaligrafy, malíře, lékaře a několik dalších pomocných úřadů. Spadaly pod ní rovněž ženské útvary a kanceláře; nejvýznamnější z nich bylo šest služeb – všeobecná palácová, obřadní, pro ošacení, jídelní, úklidu a dílen.

## Regionální a místní správa

### Hlavní města

Říše (Severní) Sung a její čtyři hlavní města.

Sungská říše měla celkem čtyři hlavní města:
- Pien-liang (汴梁, nebo Pien-ťing 汴京 jako Východní hlavní město (Tung-ťing, 東京) v prefektuře Kchaj-feng (Kchaj-feng-fu, 開封府). Dnešní Kchaj-feng.
- Západní hlavní město (Si-ťing, 西京) v prefektuře Che-nan (Che-nan-fu, 河南府). Dnešní Luo-jang.
- Jižní hlavní město (Nan-ťing, 南京) v prefektuře Jing-tchien (Jing-tchien-fu, 應天府). Dnešní Šang-čchiou.
- Severní hlavní město (Pej-ťing, 北京) v prefektuře Ta-ming (Ta-ming-fu, 大名府). Dnešní Ta-ming.[3]

Nejdůležitějším z nich a vlastním sídlem vlády a ekonomickým centrem země byl Pien-liang. Byl mocenskou základnou prvního sungského císaře Tchaj-cu a položen východněji a tedy snadněji zásobován po Velkém kanálu rýží z dolního toku Jang-c’-ťiang než Luo-jang. Luo-jang zůstal vedlejším hlavním městem vzhledem k jeho významu a prestiži staré metropole říší Tchang a Suej. Roku 1014 bylo za Jižní hlavní město prohlášeno sídlo prefektury Jing-tchien, významné pro císařský rod. Prefektura se totiž do roku 1007 nazývala kraj Sung a Tchaj-cu zde sloužil jako guvernér ťie-tu-š’; poté, co se zmocnil císařského trůnu, název kraje, Sung, vybral za nový název státu. Čtvrtým hlavním městem se roku 1042 stal Ta-ming. Tehdy hrozila válka s kitanskou říší Liao v dnešním Mandžusku, povýšení Ta-mingu a umístění v něm silné vojenské posádky ukázalo sungskou vůli k boji.
Po dobytí severní části říše, včetně hlavních měst, džürčenskou říší Ťin se Sungové stáhli na jih. V Šang-čchiou byl roku 1127 císařem prohlášen Kao-cung, který brzy přesídlil na jihovýchod do Jang-čou, ale už začátkem roku 1129 před Džürčeny uprchl do Chang-čou, prohlášeného „dočasným sídlem císaře“ (sing-caj-suo). V létě téhož roku se přesunul do Ťiang-ningu (dnešní Nanking), který přejmenoval na Ťien-kchang a povýšil ho na „dočasné vedlejší hlavní město“. Formálním hlavním městem říše však nadále zůstával Pien-liang. Na podzim 1229 však císař opět ustoupil do Chang-čou a koncem téhož roku dále na jihovýchod do Šao-singu a Ning-po. Roku 1132 se vrátil do Chang-čou, roku 1133 přejmenovaného na Lin-an, a do roku 1137 střídal pobyt v něm a v Ťien-kchangu. Ťien-kchang rozkládající se na řece Jang-c’-ťiang byl výhodně položen z hlediska dopravního spojení se zbytkem říše a velení vojskům ve válkách s Ďžürčeny, Lin-an považovali tehdejší Číňané za krásnější a, vzhledem k jeho poloze u moře a silnému opevnění, výrazně bezpečnější. Roku 1138 byl definitivně prohlášen za dočasné hlavní město Lin-an. Ťien-kchang, obklopený početnými posádkami v okolních pevnostech, pak fungoval jako záštita jižněji položeného linanského dvora.

### Fiskální oblasti
Vojenští guvernéři ťie-tu-š’, před nástupem Sungů spravující regiony, za vlády prvního sungského císaře postupně ztratili svou moc ve prospěch civilních orgánů. Novým nejvyšším regionálním správním útvarem poté byly fiskální oblasti lu (路) v čele s fiskálním komisařem čuan-jou-š’ (轉運使), nebo ťien-s’ (監司), zodpovědným především za výběr daní a kontrolu úředníků na svěřeném území. Původně měli fiskální komisaři zajistit zásobování armády pro tažení při sjednocování Číny, která probíhala v letech 963–978. Záhy se jejich pravomoc rozšířila na celkovou správu svěřené oblasti.
Později vláda zřídila dalšího komisaře pro justiční záležitosti a za třetího císaře Čen-cunga začali působit i komisaři pro vojenské záležitosti. Císař Šen-cung zřídil ještě funkci komisaře pro zásobování, který měl na starosti vládní sýpky. V čele fiskální oblasti pak stáli čtyři rovnoprávní, vzájemně se hlídající, hodnostáři. Fiskálních oblastí bylo k roku 997 patnáct, do roku 1101 se jejich počet zvýšil na sedmnáct, roku 1125 jich bylo už dvacet pět. Po ztrátě severní Číny se jejich počet snížil, v jihosungském období jich bylo kolem šestnácti.

### Kraje a prefektury
Fiskální oblasti se skládaly z krajů čou (州), speciálních krajů ťün (軍), prefektur fu (府) a výrobních prefektur ťien (監). Kolem roku 1100 existovalo 306 krajů a prefektur všech druhů.
Kraje byly, v počtu zhruba 250, nejobvyklejší správní jednotkou střední úrovně, řízenou pověřenými správci obvykle titulovanými č’-š’ (知事). Podléhalo jim 5 až 20 okresů. Speciální kraje (doslova „vojenské“) vláda zřídila ve strategicky významných oblastech s velkými vojenskými posádkami, přičemž jejich počet dosahoval kolem 45. Měly menší rozsah než kraje, skládaly se jen ze dvou až tří okresů. Administrativu speciálního kraje zpravidla vedl pověřený správce sídelního okresu. Prefektury měly vyšší postavení než běžné kraje, spravovaly velká města a důležité oblasti. Vedl je pověřený správce č’-fu (知府). Zprvu jich bylo osm, později třináct. Výrobní prefektury existovaly v regionech s významným průmyslem. V jejich čele stál pověřený správce č’-ťien (知監).
Správce kraje nebo prefektury byl v počátcích říše Sung hlavním představitelem státní moci v regionální společnosti. Byl nejnižším úředníkem, který směl podávat návrhy opatření a zákonů císaři, byl zodpovědný za výběr daní ve svěřeném území a byl v něm také nejvyšší soudní autoritou zodpovědnou za udržení pořádku. Funkční období správců krajů a prefektur bylo tříleté. Správci pomáhal zástupce tchung-pchan (通判), který měl nezávislé spojení s centrem, spolupodepisoval správcovy příkazy a vedl soudní a kontrolní agendu úřadu. Daňové záležitosti kraje nebo prefektury měl na starosti úředník zvaný ťien-tang-kuan.
Daně a dávky dopravoval z krajů a prefektur do ústředí dopravní úřad cchao-s’ (曹司), v jehož čele stál dopravní komisař čuan-jün-š’ (轉運使).
Komisaři oblastí lu, správci krajů a prefektur i jejich zástupci byli dočasně pověření úředníci zaujímající posty ve formálních centrálních institucích, proto mohli mít správci vyšší hodnost než komisaři, což bránilo přílišnému tlaku posledních na podřízené. Všichni navíc na jednom místě sloužili poměrně krátce, obvykle tři roky.

### Okresy
Uvedené čtyři druhy útvarů na střední úrovni se dělily na okresy sien (縣), které byly nejnižší úrovní státní správy. Teoreticky okresy řídil přednosta ling (令), v praxi je spravoval pověřenec č’-sien (知縣). Podřízeni mu byli zástupce, registrátor dokumentů, policejní úředník a množství různých písařů, příručích a biřiců. Okresů bylo 1230 (resp. 1207 kolem roku 1100). V severosungském období žilo v okrese obvykle 2,5 – 3 tisíce domácností, někdy však více než 4 tisíce, nebo méně než 500. V jihosungském období mohlo okres obývat i několik set tisíc osob.
Okresní úřady byly nejnižšími úřady státu. Prostředníky mezi okresním úřadem a obyvatelstvem byly cechy a jiná sdružení, která mimo jiné rozdělovaly daně a jiné povinnosti na své členy. Na veřejné práce, rozdílení daní, ale i úřední sklady dozírali vesničtí starší. Vybíráni byli většinou z bohatších rodin. Obyvatelstvo bylo totiž rozděleno podle majetku do devíti kategorií a osoby z nižších kategorií se staršími nestávali.
V první čtvrtině 12. století růst počtu okresů a růst počtu obyvatel v okresech snížil význam krajů a prefektur s tím, jak se pro správce krajů a prefektur stalo obtížným kontrolovat množství obyvatel v podřízených okresech. Výsledkem byl přesun těžiště regionální administrativy z krajů a prefektur na okresy. Jednalo se o součást postupného trendu trvajícího od tchangské do mingské éry, který kromě poklesu významu správních celků na střední úrovni – prefektur a krajů – zahrnoval také přesun moci z ústřední vlády na velké regionální útvary – oblasti lu a později provincie šeng s tím, jak se centrální vláda vzdávala přímého zasahování do rutinního běhu administrativy.

## Reformy v70. a 80. letech 11. století

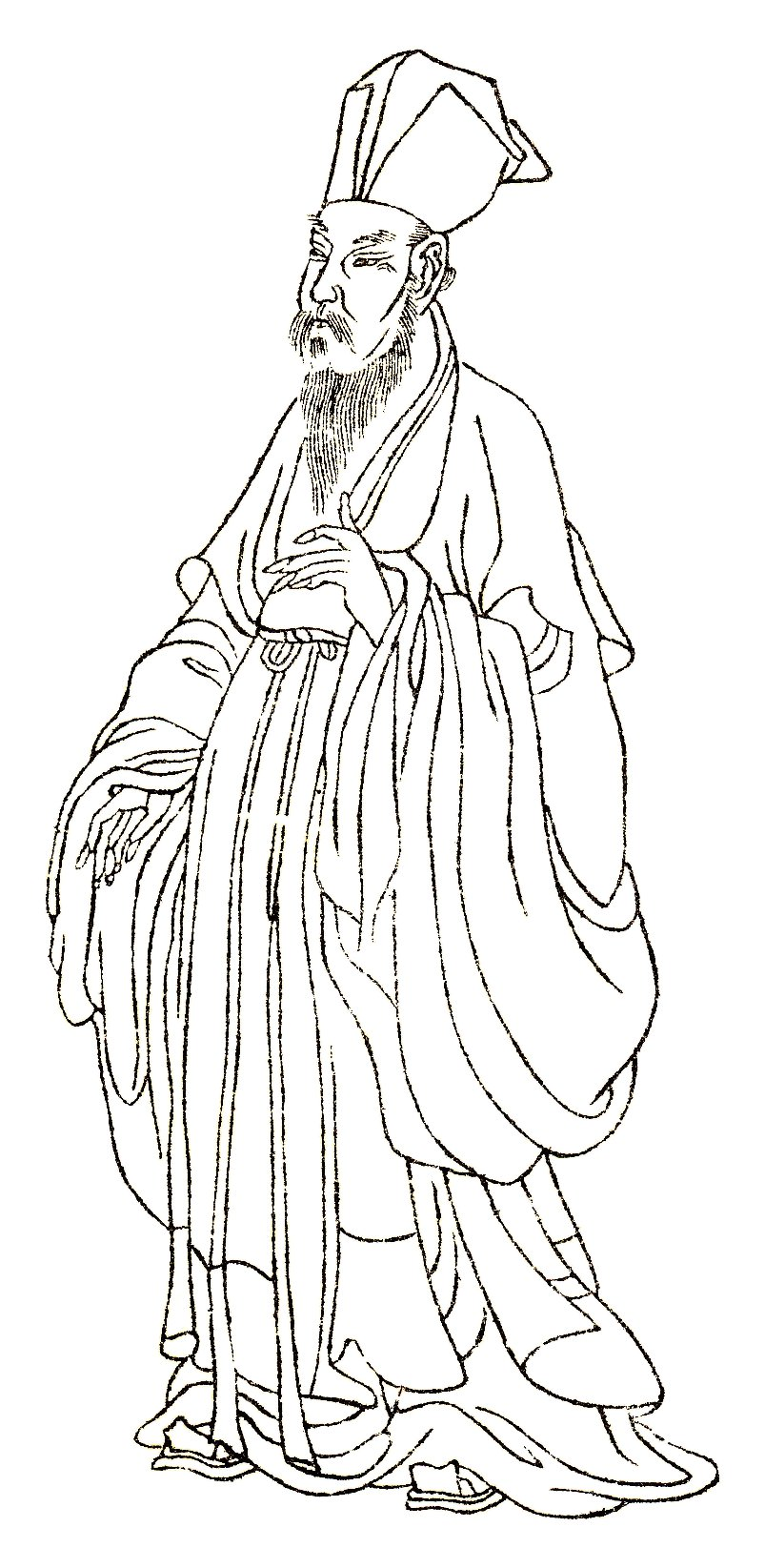
Portrét státníka a reformátora Wang An-š’a (1021–1086)

Problém s rozrůstáním a komplikovaností úřadů byl pociťován už během 11. století a ještě ho zhoršily reformy Wang An-š’a na přelomu 60. a 70. let 11. století, kdy vznikly nové komise a agentury, ale někdy došlo k revitalizaci starých tchangských úřadů (např. ministerstvo vojenství nyní řídilo vojenský výcvik v systému pao-ťia).
Z úřadů založených k uskutečňování Wangových reforem byla nejdůležitější Finanční plánovací komise (Č’-č’ san-s’ tchiao-li s’ (制置三司條例司, doslova Odbor ke koordinaci a regulaci „tří odborů“) založená roku 1069 zejména k „omezení záborů (půdy), vyrovnání bohatství a pomocí chudým a uvolnění toku bohatství ve světě“. Téhož roku byli k fiskálním a justičním komisařům v okruzích lu přidáni třetí komisaři „pro státní sýpky, zemědělství a vodní zdroje“ kteří pomocí nově jmenovaných podřízených v prefekturách a okresech řídili provádění reforem vycházejících z finanční plánovací komise, dozírali na státní sýpky a na finanční zisky ze zemědělských úvěrů a vyplácení se z pracovní povinnosti. Roku 1070 byla finanční plánovací komise pod tlakem odpůrců zrušena, ale její aparát a kompetence převzal Úřad dohledu nad zemědělstvím (S’-nung s’, 司農寺). Na nadregionální úrovni byl oporou Wangových reforem Úřad pro obchod s čajem a koňmi Tu-ta tchi-ťü čcha-ma-s’ (都大提舉茶馬司), který dominoval hospodářství S’-čchuanu a Šen-si a Úřad pro státní obchod Tu tchi-ťü š’-i-s’ (都提舉市易司), který řídil úvěrové, nákupní a prodejní operace v regionech. K uskutečňování svých záměrů jmenovali reformátoři množství komisařů a intendantů na úrovni oblastí a krajů.
Několik let po odvolání Wang An-š’a a jeho skupiny začal císař Šen-cung radikálně měnit strukturu centrálních úřadů, přičemž se snažil vrátit ke tchangskému vzoru. Roku 1080 pod heslem „nápravy úředních titulů“ vrátil pravomoci a odpovědnost úřadům tchangského systému (především šesti ministerstvům), kromě již zbytečných, které byly zrušeny. Obnoveno bylo šest ministerstev liou-pu (státní správy, obřadů, daní, vojenství, trestů a prací), devět dvorských ministerstev ťiou-s’ a také ředitelství ťien pro řízení otázek vzdělání a státních podniků.
Po změnách roku 1080 kupříkladu finanční záležitosti řídilo ministerstvo daní namísto zrušeného finančního výboru a teprve nedávno obnoveného tchangského Úřadu dohledu nad zemědělství, kterému zůstala jen správa státních sýpek. Podobně ministerstvo státní správy převzalo práci čtyř zrušených agentur a odborů. Současně císař zavedl řadu 25 hodnostních titulů ťie-kuan v devíti třídách, čímž dosáhl jasného oddělení funkcí a hodností. (Dalších sedm titulů doplnil začátkem 12. století Chuej-cung.) Zavedeny byly i vojenské tituly.
Reforma přinesla redukci nadbytečných úředních míst. Týkala se jen centrálních úřadů, v regionálních byl totiž rozdíl mezi faktickým a formálním stavem menší. Nicméně Šen-cung také v zájmu silné císařské moci chtěl zachovat oddělení vojenských a civilních úřadů, proto ponechal vojenský výbor navzdory překrývání jeho pravomocí s ministerstvem vojenství a tlaku úředníků na konzistenci a důslednost reformy. Ministerstvo pak mělo na starosti rutinní záležitosti, zatímco politické rozhodování si zachoval výbor.
V druhé fázi reforem roku 1082 obrátil císař pozornost na císařský sekretariát. Působnost tří kanceláří san-šeng (čung-šu šeng, men-sia šeng a šang-šu šeng) se od 8. století překrývala, což vyústilo ve zformování císařského sekretariátu čung-šu men-sia. V prvním století říše Sung císařský sekretariát řídil celou civilní správu kromě remonstračního úřadu (který vyslovoval námitky a připomínky k návrhům zákonů a opatření). Roku 1082 císař tři kanceláře obnovil a rozdělil je jak jen bylo možné – čung-šu šeng zvažovala politiku, men-sia šeng zkoumala možné alternativní politiky a šang-šu šeng je s podřízenými ministerstvy realizovala. Každá kancelář komunikovala s císařem samostatně. Za Tchangů jejich práci koordinoval ředitel první z nich (čung-šu ling, de facto jako císařův hlavní rádce čcheng-siang), ale právě obnovení takové pozice se chtěl císař Šen-cung vyhnout. Zavedení systému tří kanceláří ovšem razantně zpomalilo chod vlády, až císař začal uvažovat o jeho zrušení. Po Šen-cungově úmrtí roku 1085 tři kanceláře a kontrolní úřad těsně spolupracovaly.

## Období Jižní Sung (1127–1279)

Čína po roku 1127:
říše Sung
říše Ťin
říše Si Sia
království Ta-li
V říších Sung a Ťin jsou vyznačena jsou sídla fiskálních oblastí lu

Roku 1129 byly tři kanceláře sloučeny v jednu, šang-šu šeng (kancelář státních záležitostí) v čele s hlavní rádcem zleva a zastupujícím hlavním rádcem zprava. Hlavní rádce občas velel armádě, což byla výrazná změna oproti předešlému období Severní Sung.
V prvních letech období Jižní Sung byla podél severních hranic jmenována řada vojenských komisařů (čen-fu š’), roku 1135 byli zrušeni. Roku 1130 byl zaveden zastupující usmiřující komisař (vojenský, an-fu ta-š’) v okruzích lu. Tito komisaři se vyvinuli v takzvané „čtyři posádky“, kdy velitelé čtyř klíčových posádek podél severní hranice disponovali značnými armádami a fakticky autonomií; od konce 20. let 12. století jednali autonomně rovněž velitelé vojsk v S’-čchuanu.
Roku 1167, ve snaze o kontrolu nad financemi, přikázal císař všem regionálním úřadům, civilním i vojenským, každý měsíc podávat hlášení o výdajích Oddělení státních výdajů (國用房, Kuo-jung fang). Příští rok byl zřízen Registr veřejných příjmů (Tu-č’ tu-ťi), který ověřoval účty a odhaloval defraudace.
Po reformách v 80. letech 11. století se administrativní kontrola centrální vlády nad regiony s postupujícími desetiletími uvolňovala, časem byla omezena na oblasti v blízkosti metropole, zatímco vzdálenější regiony se těšily větší autonomii. Nakonec, v období Jižní Sung, vznikly čtyři poloautonomní regionální správy, kterým podléhaly civilní i vojenské úřady. Zahrnovaly armády na hranici s říší Ťin a zázemí, odkud pocházely zdroje pro jejich vydržování. Říše Sung tak byla rozdělena (od západu k východu) na okruhy:
- S’-čchuan,
- Chu-kuang (dnešní provincie Chu-nan, Chu-pej, Kuang-tung a Kuang-si),
- Chuaj-si (淮西, jihovýchodní Che-nan, jižní An-chuej a Ťiang-si) a
- Chuaj-tung (淮東, jižní Ťiang-su, Če-ťiang a Fu-ťien).[70]

Tyto útvary byly řízeny dočasně přidělenými úředníky centrálních institucí a disponovaly dalekosáhlou autonomií, v S’-čchuanu dokonce samostatně probíhaly úřednické zkoušky (aby kandidáti nemuseli cestovat do hlavního města). Pod vlivem těchto správ vznikly později v říších Ťin a Jüan regionální pobočky ústředního sekretariátu, ze kterých se vyvinuly provincie šeng existující v dobách říší Ming a Čching.

## Úředníci, zkoušky, aristokracie

### Úředníci a zkoušky

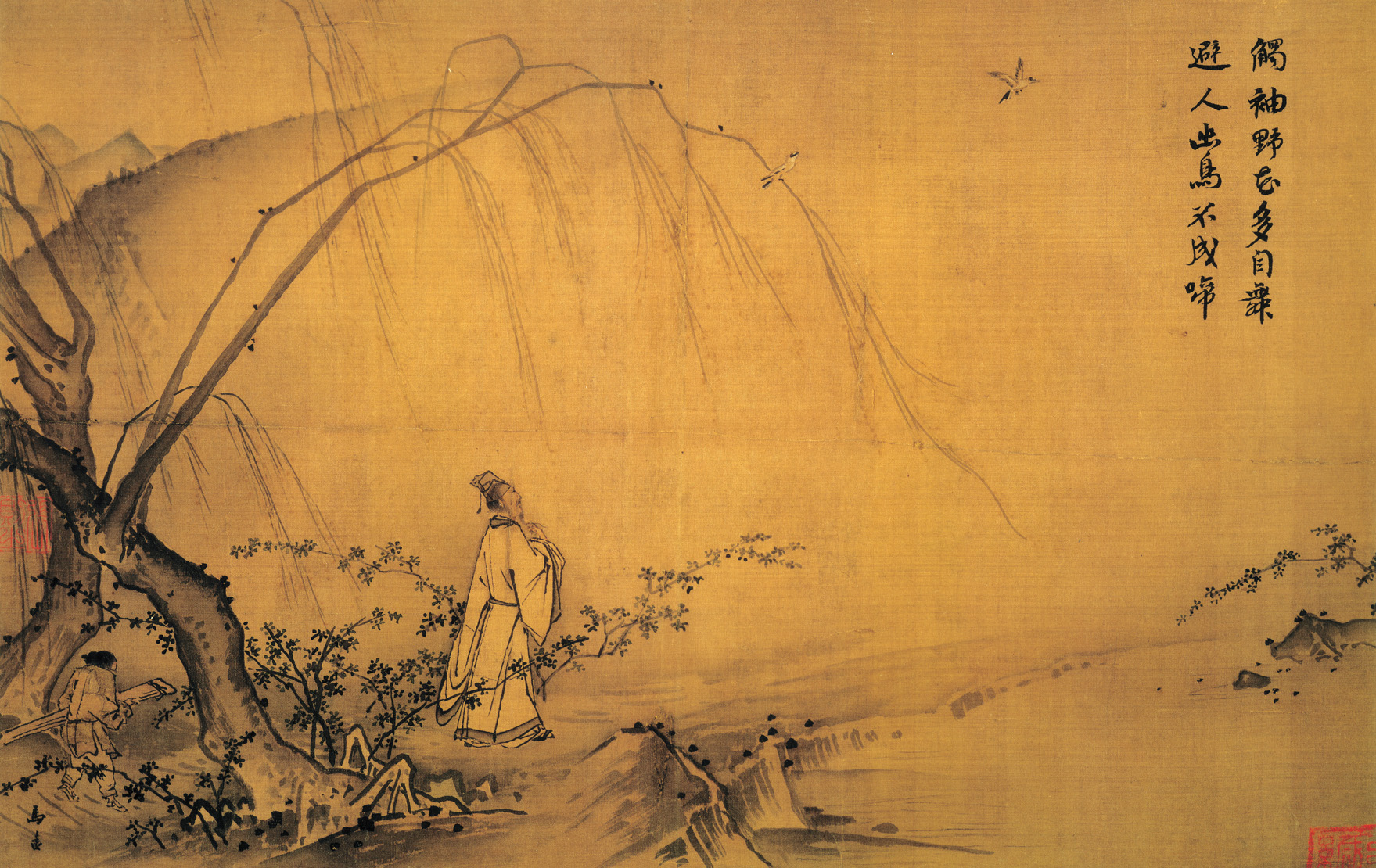
Úředník obdivuje horskou scenérii. Jarní procházka na horské stezce, Ma Jüan (asi 1160–1225).

Státní správa říše Sung sestávala ze čtyř skupin zaměstnanců. Nejdůležitější a nejprestižnější postavení měli civilní úředníci (文官, wen-kuan, nebo prostě 官, kuan), vybíraní na základě zkoušek nebo doporučení. Druhou tvořili „vojenští úředníci“ (武官, wu-kuan), to jest důstojníci a generálové sungské armády a představitelé úřadů zabývajících se vojenskými záležitostmi. Třetí, zdaleka nejpočetnější, byli nižší zaměstnanci (吏, li), to jest různí písaři a příručí, kteří vykonávali vlastní rutinní úřední práci. Čtvrtou, relativně málo významnou skupinou, byly osobnosti bez formální kvalifikace dočasně jmenované na úřednická místa. Těmto úředníkům se říkalo še-kuan (設官). Jmenováni byli zejména v okrajových (často nečínských) oblastech říše, kde řádní úředníci neradi sloužili.
V říši Sung se úředníky častěji než v předešlých dobách stávali úspěšní absolventi úřednických zkoušek. Zatímco v polovině tchangské éry složilo zkoušky 15 % úředníků, za Sungů toto číslo výrazně vzrostlo. Roku 1046 regulérní absolventi zkoušek (existovaly totiž i četné speciální zkoušky mimo řádné termíny) tvořili 57 % úředníků; v následujících desetiletích toto číslo klesalo, k roku 1119 na 45 %, roku 1191 na 31 % a roku 1213 jen na 27 %.
Zkoušky byly třístupňové. První kolo (州試, čou-š’) probíhalo v krajích a prefekturách, úspěšní postoupili do hlavního města k metropolitním zkouškám (省試, šeng-š’). Posledním kolem, zavedeným roku 973, byly palácové zkoušky (殿試, tien-š’). Jejich absolventi získali titul ťin-š’ (進士, skutečný učenec). Zkoušky byly zprvu vyhlašovány nepravidelně, od roku 1067 ve tříletých intervalech. V počátcích říše Sung všechny stupně zkoušek absolvoval relativně nízký počet kandidátů, v přepočtu na roční průměr kolem dvaceti; později palácové zkoušky přinášely kolem šesti set nových ťin-š’ každé tři roky.
Vláda měla zájem na vyváženém zastoupení úředníků ze všech regionů říše, proto roku 989 stanovila kvóty úspěšných absolventů podle jejich původu. Kvóty zůstaly i nadále předmětem diskuzí. Ou-jang Siou je odmítal s tím, že absolventi zkoušek mají být hodnoceni výhradně podle svých schopností. Naproti tomu S’-ma Kuang je prosazoval, přičemž poukazoval na vysoký počet úspěšných studentů z rozvinutých a bohatých regionů, zejména hlavního města. Ve 30. a 40. letech 11. století totiž až čtvrtina nových ťin-š’ pocházela z metropole a okolí.
Kromě zkoušek existovalo několik dalších cest k úřednické kariéře. Relativně vzácné bylo převedení z řad důstojníků. Šanci na nejnižší úřednická místa měli též schopní a zasloužilí písaři či příručí, podmínkou povýšení bylo složení lehčích praktických zkoušek. Významným zdrojem úředníků bylo doporučení. Stejně jako v předešlých čínských státech, i v říši Sung se úředníkem mohl stát syn, nebo jiný příbuzný úředníka, doporučený jím při odchodu do výslužby. Doporučování bylo předmětem táhnoucích se debat. Jeho zastánci argumentovali předáváním morálních hodnot i znalostí úředních praktik v rámci rodin úředníků a omezením korupce. Podle nich by se úředníci tak jako tak snažili zajistit kariéru pro své potomky a je lepší ji umožnit legálně. Odpůrci považovali jakékoliv pokusy obejít anonymní zkoušky za nevhodné. Doporučení kandidáti před jmenováním skládali speciální zkoušky mimo řádné termíny.
Na méně úřednických míst obsazovaných absolventy zkoušek a současně rostoucí zájem o jejich složení vláda reagovala zpřísněním podmínek. Roku 1023 nařídila, aby prošlo pět kandidátů z deseti, roku 1045 dva z deseti, roku 1093 jeden z deseti, roku 1156 jeden ze sta a roku 1275 jeden z dvou set. Ve výsledku klesalo procento úspěšnosti i šance nastoupit úřední kariéru. V ostré konkurenci se kandidáti snažili uspět jakýmkoliv způsobem, vláda reagovala opatřeními chránícími regulérnost a anonymitu zkoušek: kandidáti byli po dobu zkoušek izolováni; práce byly identifikovány čísly; od roku 1015 práce přepisovali písaři, aby hodnotitelé nemohli poznat rukopis kandidáta. S tím, jak nabývalo na urputnosti soutěžení o posty a kariéry, formovaly se příbuzenské a klientelistické sítě, což přispělo k ostrým konfliktům uvnitř vlády od poloviny 11. století.
Z 200 tisíc studentů registrovaných ve státních školách se zkoušek účastnila polovina, ale všech úředníků bylo jen asi 20 tisíc, většina studentů tedy nikdy ve státní správě nepracovala. Proto se vzdělání a účast ve zkouškách ze způsobu jak získat úřad změnila v osvědčení o příslušnosti k vrstvě elity, k džentry. Moc rodiny již tolik nezávisela na postavení jejích zástupců ve státním aparátu, ale více na bohatství, prestiži a vlivu v místních komunitách.

### Kariéra úředníků
Úředníci byli služebně zařazeni trojmo: měli úřední postavení kuan (官), odbornou náplň č’ (職) a úřední pověření čchaj-čchien (差遣). Úřední postavení úředníka bylo určeno (obvykle formálním) místem ve státní správě (například vedoucí odboru na ministerstvu války), podle kterého mu byl určen plat a kterému odpovídala hodnostní třída a stupeň, která zase určovala jeho oděv a postavení ve společnosti. Odborná náplň plynula z příslušnosti k některé z císařských akademií nebo ústavů. V nich dotyčný mohl skutečně pracovat a bádat, případně to byl jen čestný titul. Z (dočasného) úředního pověření plynuly reálné povinnosti a skutečně vykonávaná funkce.
| Například slavný soudce Pao Čeng (999–1062) měl v letech 1056–1058 formální funkci jou-s’ lang-čung (vedoucí odboru na nejmenovaném ministerstvu), držel titul Lung-tchu-ke süe-š’ (učenec v genealogické akademii Lung-tchu-ke) a reálně byl č’ Kchaj-feng-fu š’ (pověřen správou prefektury Kchaj-feng). Z první funkce mu plynul plat, z třetí práce – řízení okresů, ze kterých se skládalo hlavní město, a okolního venkova. |
| |

Úředníci byli rozděleni do devíti hodnostních tříd (nejvyšší byla první třída), které se dělily celkem na 29 stupňů. Tento systém převzatý z tchangské doby Wang An-š' zjednodušil na devět tříd a celkem 18 stupňů. Za císaře Chuej-cunga byl nahrazen systémem 37 civilních a 52 vojenských čestných titulů. Po odchodu do výslužby byl úředník povýšen do vyšší hodnostní třídy a dostával polovinu odpovídajícího platu. Pokud dosáhl některé z vyšších tříd, jeho syn (nebo mladší bratr) měl právo na úřednické místo v hodnosti o čtyři třídy nižší.
Jmenování i povyšování úředníků byly v kompetenci centrálních úřadů, předcházelo se tím nezdravé závislosti úředníků na bezprostředních nadřízených. Obvyklé služební období bylo tříleté, poté následovalo přeložení a/nebo povýšení. Schopní byli povýšeni i dříve; kdo jen taktak prošel u zkoušek a nevynikl v praxi, mohl čekat na povýšení i desetiletí. I nejlepší absolventi zkoušek však zpravidla začínali v relativně nízkých funkcích na okresech, aby se seznámili s poměry v zemi. V další kariéře se objevovala specializace na ten či onen obor státní správy Vynikající absolventi zkoušek už po deseti letech mohli zaujímat vysokou funkci v ústředních orgánech. Průměrná délka úřední kariéry byla, v severosungském období, 27 let.

### Činnost úředníků
Úředníci nižšího stupně v okresech a krajích či prefekturách vykonávali nezbytné administrativní povinnosti, jako bylo vybírání daní, řešení kriminálních případů, pomoc obyvatelům postiženým hladomorem nebo přírodními katastrofami a občas i dohlížení na řádné fungování trhů nebo veřejné práce. Vzhledem k tomu, že velikost čínské populace dosáhla dříve nevídaného počtu a její růst daleko předběhl přírůstek počtu úředníků, zejména na nižších úrovních, převzala džentry dohled nad místními záležitostmi. Řady džentry sestávaly především ze statkářů vzdělaných v konfuciánství, nicméně neuspěvších u zkoušek.
Po rozboru mnoha životopisů a náhrobních nápisů americký historik Robert Hymes usoudil, že úředníci v období Severní Sung vyzdvihovali především oddanost celonárodním zájmům a vesměs neintervenovali na místní či centrální úrovni ve prospěch svého rodného kraje. V období Jižní Sung se situace proměnila. Vzhledem k tomu, že naprostá většina zaměstnanců jihosungských ústředních úřadů pocházela ze širšího okolí hlavního města (z dnešních provincií Če-ťiang a Fu-ťien a jižních částí An-chueje a Ťiang-su), projevoval se v činnosti ústředních úřadů silný vliv lokálních zájmů prosazovaných v centru místními rodáky. I pro další jihosungské makroregiony (S’-čchuan a Chu-kuang) platilo, že se služba převažující většiny hodnostářů odehrávala uvnitř toho kterého regionu.
Trvalým problémem vlády a obyvatelstva byla korupce a zneužívání pravomocí úředníky. Nekompromisním trestáním korupčníků bez ohledu na jejich postavení proslul Pao Čeng, v letech 1056–1058 správce Kchaj-fengu, který se pro svou poctivost a skromnost stal vzorem čestného úředníka a hrdinou široce rozšířených příběhů, vesměs ovšem fiktivních. Vláda se úřednické zvůli snažila předejít řadou opatření, zdůrazňováním důležitosti morální bezúhonnosti úředníků, častým překládáním, dělením pravomocí mezi více vzájemně se hlídajících hodnostářů, podporou kontrolních institucí. Přesto se korupci nepodařilo potlačit. Nejvíce se šířila v dobách krizí a nestability. Zejména vzrostla v posledních letech severosungského období, za vlády císaře Chuej-cunga, který se místo spravování země soustředil na podporu kultury. V jihosungském období ke korupci přispíval i kontrast mezi nevysokými úřednickými platy a bohatstvím, které bylo možno získat z obchodu. Úředníci se, v příkrém rozporu s konfuciánskou etikou, začali angažovat v obchodování a podnikání, např. investovali do nákupu nájemních domů, které v přelidněných jihosungských městech přinášely nemalé příjmy.

### Aristokratické tituly
V sungské době mohli být úředníci oceněni čestnými tituly ťien-ťiao kuan anebo pochvalnými přídomky kung-čchen. Členové císařského rodu a zasloužilí hodnostáři získávali některý z dvanácti aristokratických titulů. Ke každému titulu náležel odpovídající příjem. Od nejvyššího k nejnižšímu to byly:
1. čchin-wang (親王, kníže krve, doslova kníže-příbuzný),
2. s’-wang (嗣王, kníže-dědic),
3. ťün-wang (郡王, kníže komandérie),
4. kuo-kung (國公, vévoda země),
5. ťün-kung (郡公, vévoda komandérie),
6. kchaj-kuo kung (開國公, vévoda zakladatel léna),[pozn. 11] nejvyšší titul dosažitelný pro nečleny císařského rodu,
7. kchaj-kuo ťün-kung (開國郡公, vévoda komandérie zakladatel léna),
8. kchaj-kuo sien-kung (開國縣公, vévoda okresu zakladatel léna),
9. kchaj-kuo chou (開國侯, markýz zakladatel léna),
10. kchaj-kuo po (開國伯, hrabě zakladatel léna),
11. kchaj-kuo c’ (開國子, vikomt zakladatel léna),
12. kchaj-kuo nan (開國男, baron zakladatel léna).[94]